# Scelophysa militaris
Scelophysa militaris är en skalbaggsart som beskrevs av Gyllenhall 1817. Scelophysa militaris ingår i släktet Scelophysa och familjen Melolonthidae. Inga underarter finns listade i Catalogue of Life.